# Хоманько Артем
Хоманько Артем (нар. 27 серпня 1979) — український жонглер-віртуоз. Заслужений артист України.
Чемпіон світу за основною версією: «IJA» (International Jugglers' Association).

## Творча біографія
Перші кроки у мистецтві здійснив під керівництвом батька, заслуженого артиста України, зірки радянського цирку,володаря золотої медалі лауреата "11 Всесвітнього фестивалю молоді і студентів в Гавані"(1978р.Куба), автора і виконавця пісень Олександра Хоманька, та матері, дипломованої артистки театру і кіно, відомої ілюзіоністки Клавдії Коледзян(https://www.kino-teatr.ru/teatr/acter/w/sov/462041/bio/)
У 1992—1993 Артем-учень-стажер Великого Московського цирку на проспекті Вернадського, у 1994 році його випускник. у липні 1994 року він вже як артист цього цирку дебютує на Всесвітньому фестивалі жонглерів в Берлінгтоні (штат Вермонт, США), де серед юніорів виборює срібну медаль. Кілька років поспіль гастролює у Японії, де був нагороджений призом кращого номера програми фестивалю мистецтв у місті Саппоро, (Хоккайдо).
У 2002 році закінчує навчання у Київському Національному Університеті культури та мистецтв з дипломом менеджера шоу-бізнесу.
Влітку 2006 року — Переможець 59-го Всесвітнього фестивалю «Міжнародної Асоціації Жонглерів» в Портленді (штат Орегон, США). Фестиваль проходив в одному з кращих конгрес-центрів Сполучених Штатів-«Oregon Convention Center»(https://en.wikipedia.org/wiki/Oregon_Convention_Center).
Нагороджений золотою медаллю і Кубком Лукаса [World Championship Lucas Cup]
Артем перший українець, який завоював цей найвизначніший трофей у жонглюванні. Свою перемогу присвятив 15-й річниці Незалежності України.
Американський телеканал «ESPN» і українська служба «Голосу Америки» першими повідомили про його тріумфальну перемогу.
В аеропорті «Бориспіль» відбулась урочиста зустріч чемпіона та прес-конференція з провідними каналами українського телебачення та пресою. Артем Хоманько отримав нагороду Міністерства культури України «За досягнення у розвитку культури і мистецтв», а також диплом «Золотий трюк» всеукраїнської громадської організації «Циркова спілка Кобзова».
Після перемоги у США робить тур по містам України, який завершує у Запоріжському державному цирку, де закриває своїм виступом шоу-програму після атракціону дресированих левів. Під час туру був неодноразово запрошений і брав участь у численних інтерв'ю і ток-шоу програм ТБ України.
Під час тривалих гастролей у США в столиці світового шоу-бізнесу  вийшов номер журналу «JUGGLE» з фото та ім' ям Артема Хоманька  на обкладинці і великою статтею на развороті,присвяченій його роботі, а також журнал «LAS VEGAS» з позитивною рецензією про його майстерність. У франко-німецькому журналі «KASKADE», досягнення українського жонглера визнано видатними.Як відзначили світові експерти-Артем, окрім виконання великого арсеналу унікальних трюків має свій яскравий артистичний образ та стиль і є автором та єдиним в світі виконавцем найскладнішого комбінованого трюку мистецтва жоглювання.
Хоманько працює у легендарному комплексі "CIRCUS CIRCUS" міста Лас Вегас(https://en.wikipedia.org/wiki/Circus_Circus_Las_Vegas) з 2005 року у шоу
«Номери світового класу з усix куточків Землі».Свою роботу поєднує з викладанням новаторської методики опанування жонглерської майстерності у відомому цирку «Du Soleil», куди був запрошений як фахівець.За весь період виступів у Лас Вегасі, шоу Артема наживо побачило понад три мільйони глядачів з усього світу, серед них такі персони як; Володимир Кличко, Періс Хілтон, Кумар Палана, Міла Йовович, Арнольд Шварценегер, Девід Коперфілд.Також  Артем здобуває досвід  у кіномистецтві, беручи участь у зйомках стрічки «Незнайомець та незнайомка»(Ajaana Anjaani) з популярною індійською актрисою Пріянкою Чопрою(Міс Світу 2000) у головній ролі, кіно-компанії «Bollywood», Лос Анжелес, США.
«Своїми висококласними виступами в міжнародній програмі Артем Хоманько з гордістю прославляє Україну і зміцнює дружні стосунки між націями і народами»-з такими словами директор 
("Circus Circus"LAS VEGAS) в 2009 році звернувся листом до міністра культури України з проханням рекомендувати Артема Хоманько до державної нагороди.
У червні 2011 року у прямому ефірі «Першого національного» телеканалу України у ток-шоу «Шустер LIVE» Артем демонструє свою майстерність багатомільйонній аудиторії телеглядачів.
В 2012 році, у легендарному «Superstar theatre» міста Атлантік-сіті (США) брав участь у програмі «Шоу зірок», в якому було задіяно кращих циркових та естрадних артистів світу.
На сезон 2013—2014 р. був запрошений на виступи у міжнародній програмі Національного цирку України, під час яких отримав медаль: «За вагомий внесок у розвиток циркового мистецтва».
Починаючи з 5 квітня 2014 року Артем бере участь у проекті Міністерства оборони та Міністерства культури «Народна філармонія» з концертами для воїнів АТО у військових частинах, та у дитячих будинках для дітей з Криму та сходу України.
У 2015 році, як артист і постановник спектаклю бере участь у створенні власного шоу-проекту «Imagineer», театру-цирку «LE PETIT CIRQUE», заснованого у Лас Вегасі. Дебют відбувся на сцені «Meydan theatre» в столиці Арабських Еміратів-Дубаї.
14 жовтня 2015 року, на «День захисника України» мер Києва Віталій Кличко урочисто вручив Артему нагороду про присвоєння йому почесного звання «Заслужений артист України», (указ президента  України № 491/2015).
На сезон 2016—2017 року запрошений австралійським цирком «AUSSIE» на гастролі по Південно Африканській Республіці.
Два сезони 2018—2019 рр.-гастролі по Австралії з «Національним цирком Австралії»
Свої виступи на міжнародній арені Артем завжди проводить під державним прапором України.

## Шоу Артема Хоманька в Національному цирку України:https://www.youtube.com/watch?v=bMxLqRVKW_E[Архівовано12 травня 2017 уWayback Machine.]
https://dev.juggle.org/history/champs/champs2006.php
- http://podrobnosti.ua/podrobnosti/2006/08/20/341253.html [Архівовано 17 липня 2007 у Wayback Machine.]
- https://www.youtube.com/watch?v=3HX49tpZy_Y
- http://podrobnosti.ua/podrobnosti/2009/08/24/624213.html [Архівовано 27 серпня 2009 у Wayback Machine.]
- http://podrobnosti.ua/podrobnosti/2012/01/03/813062.html [Архівовано 9 січня 2012 у Wayback Machine.]
- https://www.youtube.com/watch?v=VawxXLVTlaQ [Архівовано 5 грудня 2015 у Wayback Machine.]
- http://exo.in.ua/?page=new&id=401